# António Joaquim da Silva Abranches
António Joaquim da Silva Abranches (Avô, Oliveira do Hospital, 15 de janeiro de 1810 — Lisboa, 2 de outubro de 1868) foi um dramaturgo português.

## Biografia
Formou-se em Direito e exerceu desde 1833 advocacia em Lisboa. Em 1840 o Conservatório Nacional premiou o seu drama "O Cativo de Fez", que subiu à cena no ano seguinte no Teatro da Rua dos Condes. Traduziu A Dama das Camélias (1854) que foi interpretada por Emília das Neves no Teatro Nacional D. Maria II.

## Obras
- Amintor no Epiro (1827)[1]
- O captivo de Fez (1840)[1]